# جيسيكا روبنسون (مغنية)
جيسيكا روبنسون (بالإنجليزية: Jessica Robinson)‏ هي مغنية بريطانية، ولدت في 28 نوفمبر 1991 في ميدلزبرة في المملكة المتحدة.